# Campeonato Mundial de Patinação Artística no Gelo de 2009
O Campeonato Mundial de Patinação Artística no Gelo de 2009 foi a nonagésima nona edição do Campeonato Mundial de Patinação Artística no Gelo, um evento anual de patinação artística no gelo organizado pela União Internacional de Patinação (em inglês:  International Skating Union) onde os patinadores artísticos competem pelo título de campeão mundial. A competição foi disputada entre os dias 23 de março e 29 de março, no Staples Center, localizado na cidade de Los Angeles, Califórnia, Estados Unidos.

## Eventos
- Individual masculino
- Individual feminino
- Duplas
- Dança no gelo

## Medalhistas
| Evento                        | Ouro                                         | Prata                                            | Bronze                                     |
| Individual masculino detalhes | Evan Lysacek · Estados Unidos                | Patrick Chan · Canadá                            | Brian Joubert · França                     |
| Individual feminino detalhes  | Kim Yu-Na · Coreia do Sul                    | Joannie Rochette · Canadá                        | Miki Ando · Japão                          |
| Duplas detalhes               | Aliona Savchenko · Robin Szolkowy · Alemanha | Zhang Dan · Zhang Hao · China                    | Yuko Kavaguti · Alexander Smirnov · Rússia |
| Dança no gelo detalhes        | Oksana Domnina · Maxim Shabalin · Rússia     | Tanith Belbin · Benjamin Agosto · Estados Unidos | Tessa Virtue · Scott Moir · Canadá         |

## Resultados

### Individual masculino

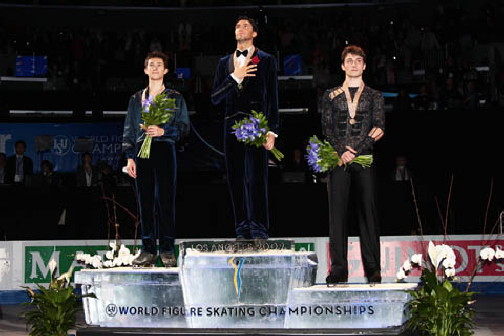
Pódio masculino.

| Medalha de ouro                                       | Evan Lysacek          | Estados Unidos       | 242.23 | 82.70 (2)  | 159.53 (1)  |
| Medalha de prata                                      | Patrick Chan          | Canadá               | 237.58 | 82.55 (3)  | 155.03 (2)  |
| Medalha de bronze                                     | Brian Joubert         | França               | 235.97 | 84.40 (1)  | 151.57 (3)  |
| 4                                                     | Tomáš Verner          | República Tcheca     | 231.71 | 80.36 (4)  | 151.35 (4)  |
| 5                                                     | Samuel Contesti       | Itália               | 226.97 | 78.50 (6)  | 148.47 (5)  |
| 6                                                     | Takahiko Kozuka       | Japão                | 222.18 | 79.35 (5)  | 142.83 (7)  |
| 7                                                     | Nobunari Oda          | Japão                | 218.16 | 76.49 (7)  | 141.67 (8)  |
| 8                                                     | Denis Ten             | Cazaquistão          | 211.43 | 68.54 (17) | 142.89 (6)  |
| 9                                                     | Brandon Mroz          | Estados Unidos       | 207.19 | 76.10 (8)  | 131.09 (13) |
| 10                                                    | Andrei Lutai          | Rússia               | 204.99 | 68.95 (15) | 136.04 (9)  |
| 11                                                    | Jeremy Abbott         | Estados Unidos       | 204.67 | 72.15 (10) | 132.52 (10) |
| 12                                                    | Vaughn Chipeur        | Canadá               | 202.08 | 70.45 (12) | 131.63 (12) |
| 13                                                    | Sergei Voronov        | Rússia               | 202.04 | 72.15 (9)  | 129.89 (14) |
| 14                                                    | Kevin van der Perren  | Bélgica              | 198.35 | 70.15 (14) | 128.20 (15) |
| 15                                                    | Takahito Mura         | Japão                | 194.97 | 70.35 (13) | 124.62 (16) |
| 16                                                    | Yannick Ponsero       | França               | 193.84 | 71.83 (11) | 122.01 (17) |
| 17                                                    | Jeremy Ten            | Canadá               | 193.16 | 60.90 (21) | 132.26 (11) |
| 18                                                    | Adrian Schultheiss    | Suécia               | 186.43 | 65.20 (18) | 121.23 (18) |
| 19                                                    | Javier Fernández      | Espanha              | 183.55 | 63.75 (20) | 119.80 (19) |
| 20                                                    | Kristoffer Berntsson  | Suécia               | 182.31 | 68.61 (16) | 113.70 (20) |
| 21                                                    | Gregor Urbas          | Eslovênia            | 167.71 | 58.70 (22) | 109.01 (21) |
| 22                                                    | Anton Kovalevski      | Ucrânia              | 165.73 | 64.28 (19) | 101.45 (23) |
| 23                                                    | Przemysław Domański   | Polônia              | 161.66 | 57.00 (24) | 104.66 (22) |
| 24                                                    | Igor Macypura         | Eslováquia           | 158.86 | 58.30 (23) | 100.56 (24) |
| Não avançaram para a patinação livre / programa longo |                       |                      |        |            |             |
| 25                                                    | Peter Liebers         | Alemanha             | 56.73  | 56.73 (25) |             |
| 26                                                    | Jamal Othman          | Suíça                | 56.32  | 56.32 (26) |             |
| 27                                                    | Ari-Pekka Nurmenkari  | Finlândia            | 55.60  | 55.60 (27) |             |
| 28                                                    | Wu Jialiang           | China                | 55.43  | 55.43 (28) |             |
| 29                                                    | Viktor Pfeifer        | Áustria              | 54.01  | 54.01 (29) |             |
| 30                                                    | Elliot Hilton         | Reino Unido          | 53.35  | 53.35 (30) |             |
| 31                                                    | Tigran Vardanjan      | Hungria              | 53.15  | 53.15 (31) |             |
| 32                                                    | Zoltán Kelemen        | Romênia              | 49.34  | 49.34 (32) |             |
| 33                                                    | Damjan Ostojič        | Bósnia e Herzegovina | 47.27  | 47.27 (33) |             |
| 34                                                    | Luis Hernández        | México               | 46.11  | 46.11 (34) |             |
| 35                                                    | Alper Uçar            | Turquia              | 45.57  | 45.57 (35) |             |
| 36                                                    | Maxim Shipov          | Israel               | 44.85  | 44.85 (36) |             |
| 37                                                    | Kevin Alves           | Brasil               | 44.51  | 44.51 (37) |             |
| 38                                                    | Charles Shou-San Pao  | Taipé Chinesa        | 43.89  | 43.89 (38) |             |
| 39                                                    | Kim Min-Seok          | Coreia do Sul        | 43.28  | 43.28 (39) |             |
| 40                                                    | Beka Shankulashvili   | Geórgia              | 42.80  | 42.80 (40) |             |
| 41                                                    | Boris Martinec        | Croácia              | 42.37  | 42.37 (41) |             |
| 42                                                    | Mikael Redin          | Suíça                | 42.29  | 42.29 (42) |             |
| 43                                                    | Alexandr Kazakov      | Bielorrússia         | 40.74  | 40.74 (43) |             |
| 44                                                    | Justin Pietersen      | África do Sul        | 40.39  | 40.39 (44) |             |
| 45                                                    | Georgi Kenchadze      | Bulgária             | 39.90  | 39.90 (45) |             |
| 46                                                    | Mark Webster          | Austrália            | 37.35  | 37.35 (46) |             |
| 47                                                    | Andrew Huertas        | Porto Rico           | 36.91  | 36.91 (47) |             |
| 48                                                    | Gegham Vardanyan      | Armênia              | 34.87  | 34.87 (48) |             |
| 49                                                    | Saulius Ambrulevičius | Lituânia             | 34.68  | 34.68 (49) |             |
| 50                                                    | Michael Dimalanta     | Filipinas            | 27.53  | 27.53 (50) |             |

### Individual feminino

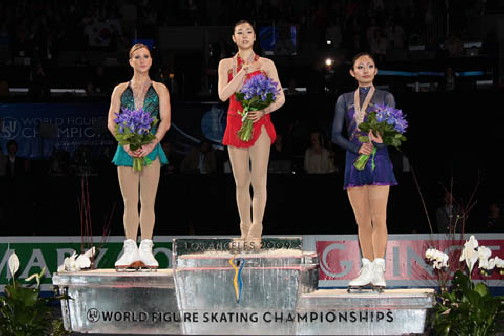
Pódio feminino.

| Medalha de ouro                                       | Kim Yuna                | Coreia do Sul    | 207.71 | 76.12 (1)  | 131.59 (1)  |
| Medalha de prata                                      | Joannie Rochette        | Canadá           | 191.29 | 67.90 (2)  | 123.39 (3)  |
| Medalha de bronze                                     | Miki Ando               | Japão            | 190.38 | 64.12 (4)  | 126.26 (2)  |
| 4                                                     | Mao Asada               | Japão            | 188.09 | 66.06 (3)  | 122.03 (4)  |
| 5                                                     | Rachael Flatt           | Estados Unidos   | 172.41 | 59.30 (7)  | 113.11 (5)  |
| 6                                                     | Laura Lepistö           | Finlândia        | 170.07 | 59.66 (6)  | 110.41 (7)  |
| 7                                                     | Alena Leonova           | Rússia           | 168.91 | 58.18 (11) | 110.73 (6)  |
| 8                                                     | Fumie Suguri            | Japão            | 164.58 | 58.40 (9)  | 106.18 (9)  |
| 9                                                     | Sarah Meier             | Suíça            | 163.37 | 58.36 (10) | 105.01 (10) |
| 10                                                    | Elene Gedevanishvili    | Geórgia          | 162.48 | 58.82 (8)  | 103.66 (11) |
| 11                                                    | Alissa Czisny           | Estados Unidos   | 159.78 | 53.28 (14) | 106.50 (8)  |
| 12                                                    | Carolina Kostner        | Itália           | 153.56 | 63.18 (5)  | 90.38 (15)  |
| 13                                                    | Susanna Pöykiö          | Finlândia        | 153.31 | 57.12 (12) | 96.19 (12)  |
| 14                                                    | Ivana Reitmayerová      | Eslováquia       | 147.41 | 52.98 (16) | 94.43 (13)  |
| 15                                                    | Cynthia Phaneuf         | Canadá           | 146.09 | 53.14 (15) | 92.95 (14)  |
| 16                                                    | Jelena Glebova          | Estônia          | 140.02 | 55.90 (13) | 84.12 (17)  |
| 17                                                    | Kim Na-Young            | Coreia do Sul    | 131.50 | 51.50 (17) | 80.00 (21)  |
| 18                                                    | Annette Dytrt           | Alemanha         | 131.15 | 51.04 (18) | 80.11 (19)  |
| 19                                                    | Anna Jurkiewicz         | Polônia          | 130.29 | 45.60 (20) | 84.69 (16)  |
| 20                                                    | Jenna McCorkell         | Reino Unido      | 128.67 | 45.52 (21) | 83.15 (18)  |
| 21                                                    | Tuğba Karademir         | Turquia          | 124.31 | 44.24 (22) | 80.07 (20)  |
| 22                                                    | Candice Didier          | França           | 122.08 | 50.16 (19) | 71.92 (22)  |
| 23                                                    | Kerstin Frank           | Áustria          | 105.73 | 43.20 (23) | 62.53 (23)  |
| 24                                                    | Ana Cecilia Cantu       | México           | 101.82 | 41.58 (24) | 60.24 (24)  |
| Não avançaram para a patinação livre / programa longo |                         |                  |        |            |             |
| 25                                                    | Tamar Katz              | Israel           | 40.62  | 40.62 (25) |             |
| 26                                                    | Sonia Lafuente          | Espanha          | 39.04  | 39.04 (26) |             |
| 27                                                    | Viktoria Helgesson      | Suécia           | 38.98  | 38.98 (27) |             |
| 28                                                    | Chaochih Liu            | Taipé Chinesa    | 38.06  | 38.06 (28) |             |
| 29                                                    | Gracielle Jeanne Tan    | Filipinas        | 37.74  | 37.74 (29) |             |
| 30                                                    | Nella Simaová           | República Tcheca | 37.44  | 37.44 (30) |             |
| 31                                                    | Anastasia Gimazetdinova | Uzbequistão      | 37.38  | 37.38 (31) |             |
| 32                                                    | Emma Hagieva            | Azerbaijão       | 36.76  | 36.76 (32) |             |
| 33                                                    | Cheltzie Lee            | Austrália        | 35.46  | 35.46 (33) |             |
| 34                                                    | Irina Movchan           | Ucrânia          | 35.06  | 35.06 (34) |             |
| 35                                                    | Teodora Poštič          | Eslovênia        | 33.66  | 33.66 (35) |             |
| 36                                                    | Roxana Luca             | Romênia          | 33.28  | 33.28 (36) |             |
| 37                                                    | Tamami Ono              | Hong Kong        | 32.70  | 32.70 (37) |             |
| 38                                                    | Zanna Pugaca            | Letônia          | 32.42  | 32.42 (38) |             |
| 39                                                    | Bianka Padar            | Hungria          | 32.10  | 32.10 (39) |             |
| 40                                                    | Isabelle Pieman         | Bélgica          | 32.04  | 32.04 (40) |             |
| 41                                                    | Sonia Radeva            | Bulgária         | 31.98  | 31.98 (41) |             |
| 42                                                    | Liu Yan                 | China            | 31.14  | 31.14 (42) |             |
| 43                                                    | Victoria Muniz          | Porto Rico       | 30.94  | 30.94 (43) |             |
| 44                                                    | Lejeanne Marais         | África do Sul    | 30.92  | 30.92 (44) |             |
| 45                                                    | Charissa Tansomboon     | Tailândia        | 29.04  | 29.04 (45) |             |
| 46                                                    | Mirna Libric            | Croácia          | 28.90  | 28.90 (46) |             |
| 47                                                    | Maria Papasotiriou      | Grécia           | 28.32  | 28.32 (47) |             |
| 48                                                    | Beatrice Rozinskaite    | Lituânia         | 28.24  | 28.24 (48) |             |
| 49                                                    | Ksenia Jastsenjski      | Sérvia           | 27.62  | 27.62 (49) |             |
| 50                                                    | Mérovée Ephrem          | Mônaco           | 25.30  | 25.30 (50) |             |
| 51                                                    | Stacy Perfetti          | Brasil           | 25.24  | 25.24 (51) |             |
| 52                                                    | Clara Peters            | Irlanda          | 23.64  | 23.64 (52) |             |
| 53                                                    | Yoniko Eva Washington   | Índia            | 19.68  | 19.68 (53) |             |
| WD                                                    | Sonja Mugoša            | Montenegro       | —      | — (WD)     |             |

### Duplas

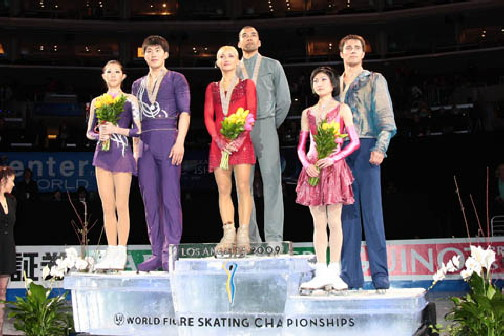
Pódio da competição de duplas.

| Medalha de ouro                                       | Aliona Savchenko / Robin Szolkowy           | Alemanha       | 203.48 | 72.30 (1)  | 131.18 (1) |
| Medalha de prata                                      | Zhang Dan / Zhang Hao                       | China          | 186.52 | 67.42 (3)  | 119.10 (2) |
| Medalha de bronze                                     | Yuko Kavaguti / Alexander Smirnov           | Rússia         | 186.39 | 68.94 (2)  | 117.45 (3) |
| 4                                                     | Pang Qing / Tong Jian                       | China          | 181.08 | 65.18 (5)  | 115.90 (4) |
| 5                                                     | Maria Mukhortova / Maxim Trankov            | Rússia         | 177.89 | 66.88 (4)  | 111.01 (7) |
| 6                                                     | Tatiana Volosozhar / Stanislav Morozov      | Ucrânia        | 175.61 | 64.10 (6)  | 111.51 (5) |
| 7                                                     | Jessica Dubé / Bryce Davison                | Canadá         | 172.82 | 61.80 (7)  | 111.02 (6) |
| 8                                                     | Meagan Duhamel / Craig Buntin               | Canadá         | 165.41 | 61.28 (8)  | 104.13 (8) |
| 9                                                     | Caydee Denney / Jeremy Barrett              | Estados Unidos | 156.84 | 52.74 (10) | 104.10 (9) |
| 10                                                    | Mylène Brodeur / John Mattatall             | Canadá         | 150.05 | 50.44 (11) | 99.61 (10) |
| 11                                                    | Keauna McLaughlin / Rockne Brubaker         | Estados Unidos | 143.74 | 53.62 (9)  | 90.12 (12) |
| 12                                                    | Vanessa James / Yannick Bonheur             | França         | 139.34 | 44.10 (17) | 95.24 (11) |
| 13                                                    | Stacey Kemp / David King                    | Reino Unido    | 134.73 | 47.74 (13) | 86.99 (13) |
| 14                                                    | Anaïs Morand / Antoine Dorsaz               | Suíça          | 131.46 | 48.50 (12) | 82.96 (14) |
| 15                                                    | Maylin Hausch / Daniel Wende                | Alemanha       | 125.96 | 46.58 (15) | 79.38 (15) |
| 16                                                    | Zhang Yue / Wang Lei                        | China          | 119.24 | 46.68 (14) | 72.56 (16) |
| 17                                                    | Maria Sergejeva / Ilja Glebov               | Estônia        | 116.54 | 46.14 (16) | 70.40 (17) |
| 18                                                    | Nicole Della Monica / Yannick Kocon         | Itália         | 108.49 | 41.18 (18) | 67.31 (18) |
| 19                                                    | Joanna Sulej / Mateusz Chruściński          | Polônia        | 106.54 | 40.88 (19) | 65.66 (19) |
| 20                                                    | Jessica Crenshaw / Chad Tsagris             | Grécia         | 101.87 | 39.70 (20) | 62.17 (20) |
| Não avançaram para a patinação livre / programa longo |                                             |                |        |            |            |
| 21                                                    | Ekaterina Sokolova / Fedor Sokolov          | Israel         | 39.62  | 39.62 (21) |            |
| 22                                                    | Amanda Sunyoto-Yang / Darryll Sulindro-Yang | Taipé Chinesa  | 37.04  | 37.04 (22) |            |
| 23                                                    | Nina Ivanova / Filip Zalevski               | Bulgária       | 34.58  | 34.58 (23) |            |
| 24                                                    | Ksenia Ozerova / Alexander Enbert           | Rússia         | 34.06  | 34.06 (24) |            |
| 25                                                    | Marina Aganina / Dmitri Zobnin              | Uzbequistão    | 33.00  | 33.00 (25) |            |

### Dança no gelo

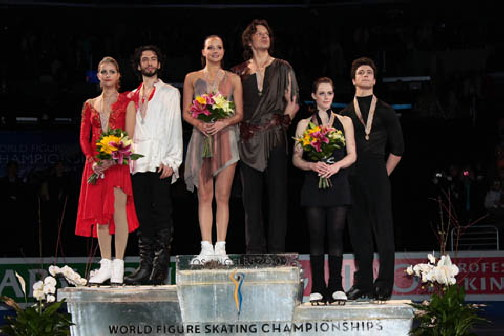
Pódio da competição de dança no gelo.

| Pos.                             | Nome                                   | Nacionalidade    | Pontos | DC         | DO         | DL         |
| -------------------------------- | -------------------------------------- | ---------------- | ------ | ---------- | ---------- | ---------- |
| Medalha de ouro                  | Oksana Domnina / Maxim Shabalin        | Rússia           | 206.30 | 40.77 (1)  | 64.68 (2)  | 100.85 (1) |
| Medalha de prata                 | Tanith Belbin / Benjamin Agosto        | Estados Unidos   | 205.08 | 39.65 (2)  | 65.16 (1)  | 100.27 (2) |
| Medalha de bronze                | Tessa Virtue / Scott Moir              | Canadá           | 200.40 | 39.37 (3)  | 61.05 (6)  | 99.98 (4)  |
| 4                                | Meryl Davis / Charlie White            | Estados Unidos   | 200.36 | 37.73 (4)  | 62.60 (3)  | 100.03 (3) |
| 5                                | Nathalie Péchalat / Fabian Bourzat     | França           | 194.36 | 36.54 (6)  | 61.83 (4)  | 95.99 (5)  |
| 6                                | Jana Khokhlova / Sergei Novitski       | Rússia           | 193.41 | 37.34 (5)  | 61.68 (5)  | 94.39 (6)  |
| 7                                | Sinead Kerr / John Kerr                | Reino Unido      | 186.07 | 35.30 (8)  | 60.13 (7)  | 90.64 (7)  |
| 8                                | Federica Faiella / Massimo Scali       | Itália           | 182.76 | 36.30 (7)  | 55.92 (10) | 90.54 (8)  |
| 9                                | Pernelle Carron / Matthieu Jost        | França           | 178.72 | 34.39 (9)  | 57.68 (8)  | 86.65 (10) |
| 10                               | Anna Cappellini / Luca Lanotte         | Itália           | 175.70 | 33.30 (11) | 56.33 (9)  | 86.07 (11) |
| 11                               | Emily Samuelson / Evan Bates           | Estados Unidos   | 174.76 | 32.51 (13) | 54.97 (11) | 87.28 (9)  |
| 12                               | Vanessa Crone / Paul Poirier           | Canadá           | 173.16 | 33.33 (10) | 54.75 (12) | 85.08 (12) |
| 13                               | Alexandra Zaretski / Roman Zaretski    | Israel           | 167.53 | 32.85 (12) | 54.19 (13) | 80.49 (14) |
| 14                               | Katherine Copely / Deividas Stagniūnas | Lituânia         | 160.00 | 28.46 (16) | 49.79 (14) | 81.75 (13) |
| 15                               | Anna Zadorozhniuk / Sergei Verbillo    | Ucrânia          | 154.49 | 30.34 (15) | 46.94 (19) | 77.21 (15) |
| 16                               | Cathy Reed / Chris Reed                | Japão            | 151.04 | 27.24 (18) | 49.58 (15) | 74.22 (16) |
| 17                               | Carolina Hermann / Daniel Hermann      | Alemanha         | 147.77 | 26.65 (20) | 48.89 (16) | 72.23 (18) |
| 18                               | Kristin Fraser / Igor Lukanin          | Azerbaijão       | 147.45 | 30.35 (14) | 48.06 (18) | 69.04 (20) |
| 19                               | Zoé Blanc / Pierre-Loup Bouquet        | França           | 146.08 | 27.16 (19) | 48.24 (17) | 70.68 (19) |
| 20                               | Caitlin Mallory / Kristian Rand        | Estônia          | 143.69 | 25.11 (23) | 45.69 (21) | 72.89 (17) |
| 21                               | Lucie Myslivečková / Matěj Novák       | República Tcheca | 142.99 | 28.29 (17) | 46.35 (20) | 68.35 (21) |
| 22                               | Huang Xintong / Zheng Xun              | China            | 135.85 | 26.11 (22) | 43.48 (23) | 66.26 (22) |
| 23                               | Phillipa Towler-Green / Phillip Poole  | Reino Unido      | 135.56 | 26.38 (21) | 43.70 (22) | 65.48 (23) |
| 24                               | Joanna Budner / Jan Mościcki           | Polônia          | 124.58 | 23.43 (24) | 39.25 (25) | 61.90 (24) |
| Não avançaram para a dança livre |                                        |                  |        |            |            |            |
| 25                               | Danielle O'Brien / Gregory Merriman    | Austrália        | 59.51  | 19.81 (27) | 39.70 (24) |            |
| 26                               | Nikki Georgiadis / Graham Hockley      | Grécia           | 58.61  | 21.51 (26) | 37.10 (26) |            |
| 27                               | Leonie Krail / Oscar Peter             | Suíça            | 56.78  | 22.32 (25) | 34.46 (27) |            |
| 28                               | Emese Laszlo / Mate Fejes              | Hungria          | 53.39  | 18.95 (29) | 34.44 (28) |            |
| 29                               | Ina Demireva / Juri Kurakin            | Bulgária         | 52.89  | 19.75 (28) | 33.14 (30) |            |
| 30                               | Ksenia Shmirina / Yahor Maistrov       | Bielorrússia     | 51.89  | 17.96 (30) | 33.93 (29) |            |

## Quadro de medalhas
| Ordem | País           | Medalha de ouro | Medalha de prata | Medalha de bronze |    | Ordem por total |
| ----- | -------------- | --------------- | ---------------- | ----------------- | -- | --------------- |
| 1     | Estados Unidos | 1               | 1                |                   | 2  | 2               |
| 2     | Rússia         | 1               |                  | 1                 | 2  | 2               |
| 3     | Alemanha       | 1               |                  |                   | 1  | 4               |
| 3     | Coreia do Sul  | 1               |                  |                   | 1  | 4               |
| 5     | Canadá         |                 | 2                | 1                 | 3  | 1               |
| 6     | China          |                 | 1                |                   | 1  | 4               |
| 7     | França         |                 |                  | 1                 | 1  | 4               |
| 7     | Japão          |                 |                  | 1                 | 1  | 4               |
| TOTAL | TOTAL          | 4               | 4                | 4                 | 12 | —               |